# Qemal Stafa
Qemal Stafa (Elbasan, 1920. március 20. – Tirana, 1942. május 5.) albán kommunista aktivista. Fiatal kora ellenére az Albán Kommunista Párt 1941. novemberi megalakulásakor a szűk vezetőség tagjává választották. 1942-ben a kommunista mozgalom egyik első vértanújaként a hatósággal vívott tűzpárbajban vesztette életét, az állampárt évtizedeiben a kiemelkedő nemzeti hősök közé tartozott.

## Életútja
A közép-albániai Elbasan városában született. Dibrai származású apja, Hasan Stafa katonatiszt volt, bátyja, Veli Stafa (1914–1939) pedig költőként vívott ki magának némi hírnevet. Középiskolai tanulmányait a shkodrai jezsuiták Xavéri Szent Ferenc Kollégiumában végezte, ekkor csatlakozott az iskolában 1934-ben megalapított kommunista sejthez. 1937-ben már a Vasil Shanto alapította shkodrai kommunista csoport tagja volt. 1939 januárjában I. Zogu hatóságai – a shkodrai csoport többi tagjával együtt – kommunista államellenes tevékenység vádjával letartóztatták, majd februárban börtönbüntetésre ítélték. A rá rótt verdiktet azonban nem töltötte le, de pontosan nem ismert, hogy fiatal korát figyelembe véve engedték el a büntetését, vagy az ország 1939. április 7-ei olasz megszállása során kialakult zűrzavarban szökött meg az ítélet-végrehajtás elől.
1939 szeptemberétől az olaszországi Firenzében tanult jogot, de tanulmányait félbeszakítva 1941-ben hazatért. 1941 nyarán Vasil Shantóval együtt a shkodrai kommunista csoport vezetője volt. Az 1941. november 8-án megalakult Albán Kommunista Párt alapító tagja, a tizenkét tagú ideiglenes központi bizottság legfiatalabb tagja lett. Néhány héttel később politikai titkári rangban őt választották meg a november 23-án megalakult Albán Kommunista Ifjúsági Szervezet vezetőjévé, valamint központi bizottságának tagjává.
A megszálló olasz hatóságok ekkor már körözték Stafát. Fél évvel később fedték fel rejtekhelyét a tiranai Szent György utcában (Rruga Shëngjergj), egy bizonyos Hysen Dashi házában, fedőnevén a „66-os bázison”. 1942. május 5-én a reggeli órákban olasz caribinierik és milicisták vették körbe a házat, de a bent tartózkodók, köztük Stafa, a fürdőszobaablakon át sikeresen megszöktek előlük. A közeli folyóparton azonban Stafát utolérték, aki pisztolyával tűzharcba bocsátkozott üldözőivel, majd saját kezével vetett véget életének, fegyverével mellkason lőtte magát. Sírja Tirana határában, az Albánia anya szobrot övező hősi temetőben található.

## Irodalmi munkássága
Diákkorában kezdett társadalmi és politikai témájú verseket és elbeszéléseket írni, ezek közül többet Brutus álnéven folyóiratokban is megjelentetett. Posztumusz megjelent irodalmi munkái mellett szótárírással is foglalkozott.
Megjelent művei
- Qemal Stafa: Qortimet e vjeshtës: Shkrime letrare (’Őszi szidalmak: Szépírások’). Tiranë: Naim Frashëri. 1962.   90 o.

## Emlékezete

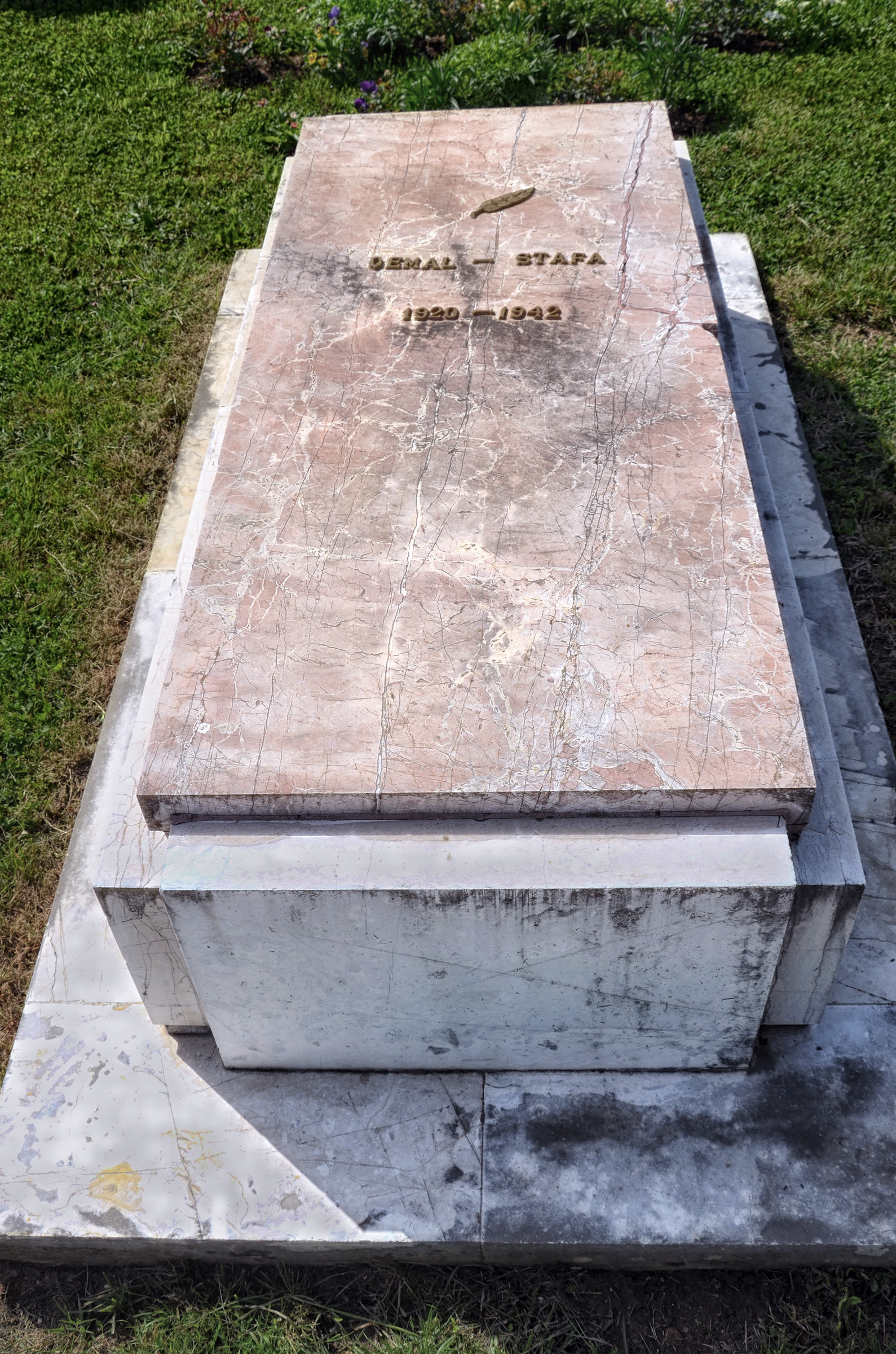
Stafa nyughelye a tiranai hősi temetőben

A huszonkét éves korában mártírhalált halt Stafa az Albán Kommunista Párt emblematikus, hősi alakja lett. Az 1944-es felszabadulást követően kiépült kommunista állampárti rendszerben halálának évfordulóján rendszeresen megemlékezéseket tartottak, utcákat, tereket, iskolákat neveztek el róla, majd ő lett a névadója a Tiranában felépült Qemal Stafa Stadionnak is, amely sokáig az ország legnagyobb sportlétesítményének számított. Hősi kultusza akkora volt, hogy amikor Enver Hoxha, a pártállam teljhatalmú diktátora 1985-ben meghalt, közvetlenül Stafa mellé temették a tiranai hősi temetőben. Stafa elbasani szülőházában a 20. század második felében emlékmúzeum működött.
Ugyanakkor a hivatalos heroizálás mögött Stafa halála óta makacsul tartja magát a bizonyítatlan közvélekedés, hogy halálában a kommunista pártfőtitkár, Enver Hoxha keze is benne volt. A fáma szerint a kommunista pártvezérnek több oka is lehetett Stafa likvidálására: riválisa volt a párt politikai irányvonalának meghatározásában, emellett hírbe hozták azzal a Nexhmije Xhuglinivel, akit Hoxha már kiszemelt jövendőbelijéül, és később feleségül is vett. Ez utóbbi feltételezést gyengíti, hogy Stafának halála időpontjában Drita Kosturi személyében menyasszonya volt, aki a végzetes május 5-ei reggelen is vőlegényével tartózkodott tiranai rejtekhelyükön.